# Rodolfo Poletti
Rodolfo Ramón Poletti (22 de octubre de 1924-1 de junio de 2000) fue un militar argentino, perteneciente a la Armada Argentina. 
Egresó de la Escuela Naval Militar (Argentina) en diciembre de 1946 y se retiró en febrero de 1972 alcanzando la jerarquía de Capitán de Navío de Infantería de Marina, siendo su último cargo el de Comandante de la Infantería de Marina Argentina.  
Como miembro primero y luego como Jefe del Departamento Política y Estrategia del Estado Mayor General Naval, tuvo activa participación en las negociaciones de límites con Chile y Uruguay (1969-70). Tras 20 años dedicados a la investigación histórico-geográfico de la cuestión austral. Ha publicado numerosos trabajos y dictado conferencias sobre dichos temas, sosteniendo enfáticamente con el Vicealmirante argentino Ernesto Basílico, el criterio histórico-geográfico de nuestros derechos en el confín meridional.  
En 1979 publicó el libro La primera expedición hidrográfica inglesa al confín austral americano (1826-1830), en esta obra hace un detallado análisis del libro del Vicealmirante inglés Robert Fitz Roy, Narrative of the surveying voyages of His Majesty's ships Adventure and Beagle between the years 1826 and 1836 : describing their examination of the southern shores of South America and the Beagle's circumnavigation of the globe: in three volumes.
En este trabajo, por primera vez se analiza detenidamente el tomo I de la «Narración», por lo que su lectura y consulta resulta imprescindible para quienes deseen profundizar en la debatida cuestión del canal Beagle, familiarizarse con las circunstancias enmarcantes de esta trascendente campaña hidrográfica o bien ampliar la versión castellana del tomo citado. 
En 1983 siguiendo con su investigación publicó La segunda expedición hidrográfica inglesa al confín austral americano (1831-1834).
Éste es la continuación del anterior y que servirá, como el primero, para orientar a lectores e investigadores interesados en el fundamental tema del conflicto de límites en el archipiélago de la Tierra del Fuego.
Ocupó el cargo de interventor federal de la provincia de Misiones, del 17 de marzo de 1977 al 1 de noviembre de 1978, durante la presidencia de facto de Jorge Rafael Videla.